# Tyra Sanchez
James William Ross, plus connu sous son ancien nom de scène Tyra Sanchez, est une ancienne drag queen et star de télé-réalité américaine. Il est principalement connu pour avoir participé et remporté la seconde édition de la télé-réalité américaine RuPaul's Drag Race en 2010.
Ross a annoncé la fin de sa carrière de drag queen en avril 2020, à la suite d’une publication sur son compte Instagram.

## Jeunesse
James Ross est né le 22 avril 1988 à Gainesville en Floride 
. Sa famille déménage à Orlando vers ses 11 ans. Ils déménageront à plusieurs reprises dans plusieurs quartiers d’Orlando avant d’emménager dans une rue nommée Mercy Drive. Le début de son adolescence sera marqué par la criminalité au sein de sa rue, notamment à cause de la drogue, ainsi que du harcèlement à cause de ses ‘’traits féminins’’. 
À 15 ans, il se retrouve sans abri après que sa mère a décidé de chasser ses enfants de son domicile, il se retrouve quelque temps chez son père, employé à l’armée, qui le chassera également à la suite de multiples disputes. Ross s’est alors retrouvé contraint de vivre par intermittence chez des amis. À l'âge de 17 ans, lui et sa petite amie ont un enfant, Jeremiah, dont il assume la garde alors qu'il est encore au lycée. 

## Carrière

### Débuts en tant que drag queen
Ross devient Tyra en novembre 2007, à l'âge de 19 ans. Il rencontre Stacha Sanchez, la mère de la maison Sanchez à sa première compétition à Atlanta. Sa 'drag mother' est Angelica Sanchez Jones, une drag queen d'Orlando.  

### RuPaul's Drag Race
Ross auditionne en tant que Tyra Sanchez pour la deuxième saison de RuPaul's Drag Race, une téléréalité mettant en scène des Drag Queens venues des États-Unis concourant pour le titre de 'America's Next Drag Superstar', et est choisie lors de sa première audition. Elle participe à l'émission à 21 ans devient de ce fait la plus jeune participante et la plus jeune gagnante du programme. Tyra séduit les juges et en particulier l'hôte, RuPaul, grâce à son histoire touchante sur son fils et son combat pour l’élever. Son charisme, son style et les costumes qu’elle présente chaque semaine charment les juges. Elle remportera les challenges des épisodes 3, 5  et 9, ayant respectivement pour but de tourner dans une publicité, créer une robe de mariée et présenter 3 tenues différentes pour un tapis rouge et gagnera la somme de 25 000 $.  
Sa trajectoire sera marquée par ses nombreuses disputes et sa rivalité avec d’autres candidates, notamment Tatianna, Jujubee ou Pandora Boxx,, qui n'apprécient pas son attitude nonchalante et irrespectueuse (elle chantera par exemple à tue tête le titre Halo de Beyoncé, lors d’un épisode afin de déconcentrer ses adversaires).
Sa victoire sera très controversée et souvent remise en cause par les fans de l'émission qui estiment qu'elle a 'volé' la victoire à Raven, la candidate arrivée deuxième,. Son attitude au cours de l'émission sera vivement critiquée par les téléspectateurs.    
Le 11 juillet 2017, Ross publie Dear Drag Race Fans, un EP en quatre parties qu'il définit comme une « conversation entre lui et ses fans et les fans de l’émission en général». Dans la première partie, intitulée "Enough", Ross annonce refuser le comportement de ‘gentille fille’ que les fans ont voulu lui imposer. Il dénonce également le racisme dont font preuve les téléspectateurs et défend sa victoire qui a longtemps été discréditée.  La deuxième partie, "Eulogy", sert de règlement de comptes avec d'autres candidates de RuPaul's Drag Race : Morgan McMicheals, Tatianna, Pandora Boxx (elles aussi candidates de la saison 2), Jiggly Caliente, PhiPhi O’Hara (candidates de la saison 4) et Naomi Smalls (candidate de la saison 8). Dans la troisième partie, nommée "Beef ", Ross récapitule les événements qui l’ont poussé à créer Dear Drag Race Fans. Enfin, dans "Exploding Rainbows", la dernière partie, Ross s’adresse à ses détracteurs et dénonce le racisme dont ils ont fait preuve au cours des dernières années.

### Controverses

#### Arrestations
En août 2011, Ross est arrêté par la police en Géorgie après la découverte de marijuana dans sa voiture. Il sera libéré sous caution un jour après cette arrestation.
En septembre 2014, Ross est arrêté après une altercation avec un agent de sécurité en Virginie. Ross sera convoqué devant un tribunal en octobre 2014 mais l'affaire sera rejetée et ce dernier ne sera pas emprisonné.

#### "Girl kill yourself"
En août 2015, Ross fait polémique en encourageant une fan à aller se suicider après que celle-ci l'a critiquée sur Twitter. Cette réaction sera violemment critiquée par d'autres participantes de l'émission ainsi que d'autres téléspectateurs jugeant ce comportement inacceptable. Ross refusera de s'excuser pour ses propos et postera sur son compte Facebook  un texte expliquant qu'il n'éprouve aucune sympathie pour les victimes de suicide, les qualifiant de "lâches". Une pétition visant à révoquer son titre obtenu lors de sa participation à RuPaul's Drag Race sera signée par plus de 2 500 personnes, qui estiment que Ross ne devrait plus représenter l'émission après de tels propos. L'hôte de l'émission, RuPaul, prendra la défense de Ross dans son podcast RuPaul : What's the Tee?, selon lui, les propos de Ross auraient été dits sur le ton du sarcasme, et ont été mal interprétés par les fans.

#### Fausse annonce de mort de Morgan McMicheals
Le 29 mai 2017, Ross publie sur son compte Facebook un éloge funèbre annonçant la mort de Morgan McMichaels, elle aussi candidate de la saison 2 de RuPaul's Drag Race. La publication comporte dans la légende un lien vers la plateforme SoundCloud de Ross comportant la partie 2 de  son projet Dear Drag Race Fans intitulée "Eulogy". Cette annonce sera démentie quelques heures plus tard par Morgan lors d’un live Instagram. Ross annoncera que cette publication a été faite pour se venger du fait qu'il ait été déprogrammé d’une performance à Micky's West Hollywood, un club gay populaire à Los Angeles, à la suite d’une demande de Morgan McMichaels,. Cette fausse annonce a été très mal reçue par la majorité des fans ainsi que d'autres drag queens ayant participé à l'émission, dont Tatianna, candidate à la saison 2. Après des disputes entre cette dernière et Ross, Ross diffusera le numéro de téléphone privé de Tatianna en ligne, ce qui engendrera d'autres conflits entre eux.

#### Menaces terroriste lors duRuPaul's Drag Con(2018)
En mars 2018, Ross entre en conflit avec PhiPhi O'Hara (candidate de la saison 4) après que cette dernière a clamé sur son compte Snapchat que Ross a 'volé la victoire à Raven' lors de la saison 2 en 2010. À la suite de cette vidéo, Ross s'en est pris à PhiPhi O'Hara et Tatianna lors d'une vidéo en direct sur son compte Instagram en proférant des menaces à leur encontre. O'Hara a ensuite directement contacté le compte officiel de l'émission sur Twitter, leur demandant d'annuler la présence de Ross à la convention RuPaul's Drag Con à Los Angeles en mai 2018. Les organisateurs de la convention ont par la suite demandé à Ross de fournir un message d'excuses pour ses propos, ce dernier a refusé et a donc vu sa venue à la convention annulée. En avril 2018, Ross publie une série de messages alarmants sur son compte Facebook avertissant les fans ne pas aller à la convention le 12 mai 2018. Les messages étaient accompagnés d'un lien dirigeant vers le site officiel de Ross affichant un compte à rebours décomptant jusqu'à la date du premier jour de la convention accompagné du titre "B.O.O.M". Des fans, alarmés par ce message inquiétant ont contacté les forces de l'ordre ainsi que le F.B.I, craignant pour leur vie et celles des artistes censés participer à l'événement. Ces menaces étaient en réalité un canular de la part de Ross, qui clamera que ces messages étaient de "l'art" et que le sens de ces messages était libre à l'interprétation.

#### Excuses et fin de carrière de drag queen
Le 8 octobre 2019, Ross poste sur Facebook, Instagram et Twitter un message d'excuses pour ses actions. Il y exprime ses remords pour les comportements qu'il a eu en ligne ces dernières années. Il annonce également avoir contacté ceux et celles avec qui il est entré en conflit afin de leur offrir ses excuses et demande une seconde chance aux fans de l'émission.
En avril 2020, Ross annonce sur son compte Instagram sa décision de mettre à fin à sa carrière de drag queen à travers une lettre datée du 13 février 2020. Il énonce vouloir se concentrer sur lui et ses propres projets et déclare vouloir commencer une nouvelle vie et s'écarte définitivement du drag.

## Filmographie

### Télévision
| Année | Titre                         | Rôle     | Notes                                                   | Réf    |
| ----- | ----------------------------- | -------- | ------------------------------------------------------- | ------ |
| 2010  | RuPaul's Drag Race (saison 2) | Lui-même | 12 épisodes (vainqueur)                                 |        |
| 2010  | RuPaul's Drag Race : Untucked | Lui-même | 10 épisodes                                             |        |
| 2011  | RuPaul's Drag Race (saison 3) | Lui-même | Invité : Épisode : "RuPaul Rewind"                      |        |
| 2011  | RuPaul's Drag U (saison 2)    | Lui-même | Invité : Épisode : "Looking for a New Job"              |        |
| 2012  | RuPaul's Drag Race (saison 4) | Lui-même | Invité : Épisode : "The Final Three"                    |        |
| 2013  | RuPaul's Drag Race (saison 5) | Lui-même | Invité : Épisode : "Reunited"                           |        |
| 2016  | Skin Wars                     | Lui-même | Invité : Épisode : " Miss Skin Wars"                    | [ 32 ] |
| 2016  | RuPaul's Drag Race (saison 8) | Lui-même | Invité : Épisodes : "Keeping it 100!" et "Grand Finale" |        |
| 2017  | RuPaul's Drag Race (saison 9) | Lui-même | Invité : Épisode : "Grand Finale"                       |        |

### Internet
| Année | Titre                             | Rôle     | Ref    |
| ----- | --------------------------------- | -------- | ------ |
| 2015  | Drag Queens Reading Mean Comments | Lui-même | [ 33 ] |
| 2015  | Hey Qween! (saison 3)             | Lui-même | ,      |
| 2017  | Hey Qween! (saison 5)             | Lui-même | ,      |

## Discographie

### Albums
2017 : Dear Drag Race Fans Book I : Album en quatre parties : "Enough"/"Eulogy"/ "Beef"/ "Exploding Rainbows

### Singles
2017 : Vogue 